# Area dei templi dello Scoglietto
L'area dei templi dello Scoglietto si colloca lungo la direttrice stradale che collega Alberese alla spiaggia di Marina di Alberese, nella parte sud-occidentale del comune di Grosseto, all'interno dell'area protetta del parco naturale della Maremma. Distante dal mare circa 3 km, il promontorio dello Scoglietto, appendice settentrionale dei Monti dell'Uccellina, conserva ancora le tracce insediative susseguitesi dalla preistoria sino all'età moderna, quando sulle sue pendici fu impiantato un uliveto da parte del Granduca di Toscana.
Il promontorio è inoltre attraversato da una porzione del possente muro di recinzione, lungo oltre 12 km, costruito forse in epoca rinascimentale e poi restaurato dall'Opera Nazionale Combattenti per dividere l'area boschiva da quella destinata ad attività agricole. Sulla terminazione settentrionale dell'antico promontorio si situa il Santuario di Diana Umbronensis.

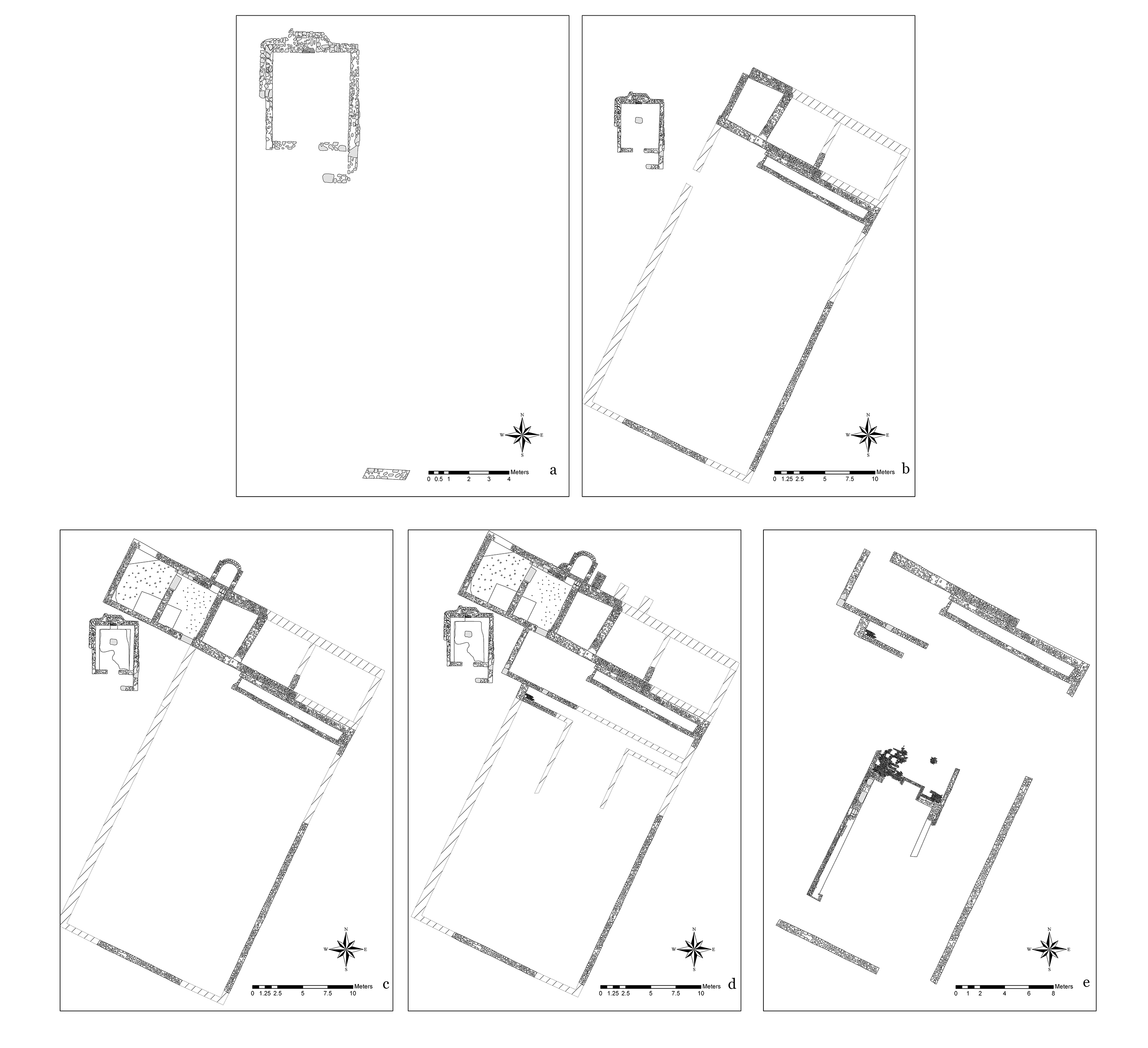
Planimetrie del santuario di Diana Umbronensis nelle differenti fasi. a. fase repubblicana (II secolo a.C.); b. fase primo imperiale (fine I secolo a.C.); c.fase domizianea (fine I secolo d.C.); d. età di Commodo (fine II secolo d.C.); e. fase di età severiana (inizi del III secolo d.C.)

## Età preistorica
Lo scavo sulla sommità dello Scoglietto ha restituito una sola selce lavorata, rinvenuta negli strati di humus e di vegetazione che coprivano il tempio tardo romano. Tale testimonianza non è assolutamente sufficiente per ipotizzare uno stanziamento insediativo sul promontorio. Invece gli scavi condotti nella sottostante Grotta dello Scoglietto permettono di delineare le fasi di utilizzo in epoca preistorica, sin da quel momento probabilmente dedicata a culti e rituali magico/spirituali.

## Età romana, periodo imperiale, I secolo a.C. - II secolo d.C.

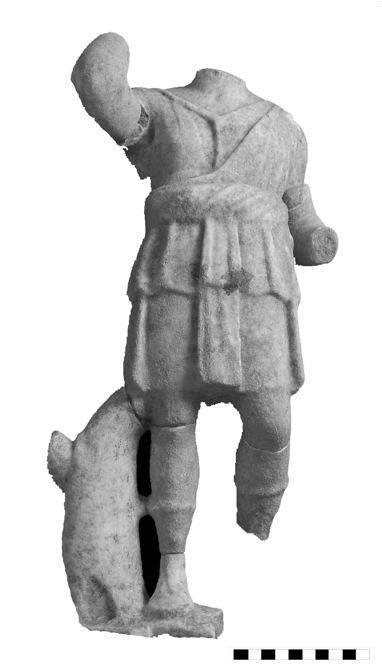
Statua di Diana Umbronensis dopo il restauro

Gli scavi archeologici intrapresi sull'antico promontorio dello Scoglietto hanno individuato una serie di strutture a carattere religioso databili tra il II secolo a.C. e la metà del IV.
Ad oggi la struttura più antica è un edificio di pianta rettangolare con abside trapezoidale ricavato direttamente dalla roccia vergine. Questo complesso edilizio presenta almeno tre fasi costruttive di cui sono testimoni i vari muri addossati tra di loro. La struttura è orientata N-S e al suo interno si sono conservate tracce del deposito votivo, per lo più consistente in vasellame di vernice nera, anfore greco-italiche, lucerne in terra sigillata italica, alcune monete bronzee, due balsamari vitrei, un vago di collana e un bronzetto votivo a forma di cane. Inoltre sono state recuperate una statua raffigurante Diana ed una rassomigliante Iside. Sempre a questa fase, da collocarsi tra il II secolo a.C. e il successivo si data la costruzione di una cisterna che permetteva l'approvvigionamento idrico del promontorio.
Il rinvenimento nel 2003 di un'epigrafe con dedica a Diana Umbronensis rafforza l'idea di un luogo sacro, forse un nemos caro alla dea della caccia, delle vergini e protettrice delle gestanti. Il piccolo edificio rinvenuto può essere interpretato come la sede di un piccolo collegium e prende il nome di Domus Dianae.
Nel corso della fine del I secolo d.C., molto probabilmente durante il regno di Domiziano, si assiste alla costruzione di un importante santuario che conobbe ulteriori fasi costruttive sino almeno alla metà del II secolo d.C.; in questa fase, il complesso è costituito da almeno 7 ambienti, alcuni dei quali pavimentati in opus signinum e con mosaici bicromi in tessere bianche e nere. Due ambienti risultano interrati e forse erano adibiti a piccoli magazzini di servizio del santuario. L'esterno della struttura era decorato da nicchioni e da un'abside. La stanza decorata con pavimento musivo è stata interpretata come ninfeo. 
Il tempio maggiore doveva ricalcare nelle forme e nell'estensione quello ancora visibile e ricostruito in epoca severiana.
Si accedeva al sito tramite una piccola strada rupestre, direttamente ricavata nel banco di roccia che forma il promontorio.

## Età romana, periodo severiano, fine II secolo d.C. - metà del IV secolo d.C.

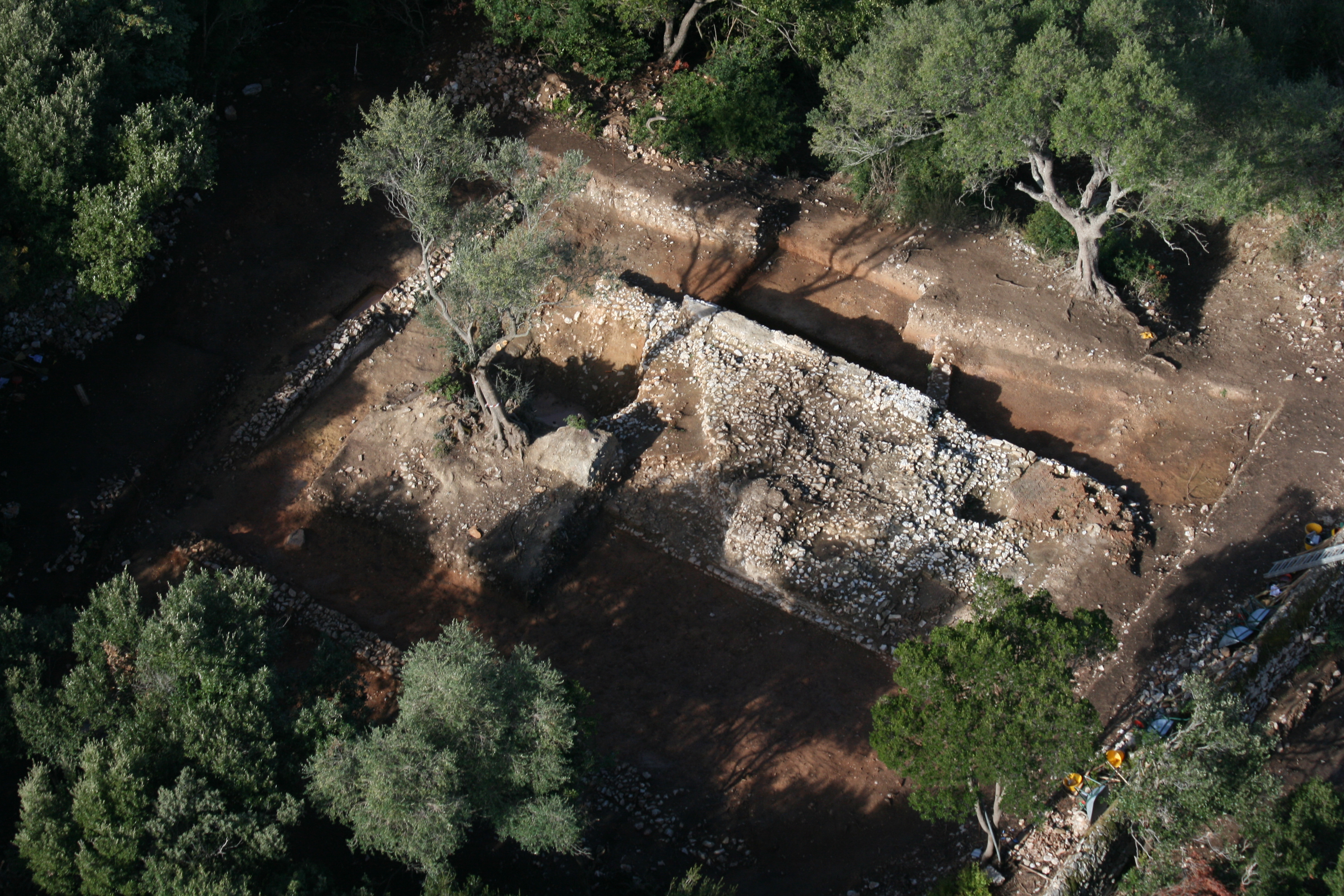
Tempio severiano, vista aerea

Entro la fine del II secolo d.C. si assiste ad un momento di abbandono dell'insediamento religioso. L'area del santuario e la Domus Dianae sono in rovina, così come il tempio maggiore posto di fronte al santuario, nella parte meridionale dell'insediamento.
Proprio sulle rovine di questa struttura si colloca un nuovo tempio, la cui costruzione sembra risalire al III secolo d.C.; si tratta di un edificio a pianta rettangolare di 11,5m di lunghezza e 6,5m di larghezza prospiciente una piazzetta pavimentata in opus spicatum. Si accedeva al podio della cella attraverso una piccola rampa con scalini che introduceva ad una scalinata più ampia ed interna alla struttura. In questo ambiente, pavimentato in opus sectile con marmi a definire motivi geometrici, doveva essere posizionato l'altare o almeno l'area destinata agli ex voto. L'intera struttura religiosa era rivestita all'esterno da lastre di marmo a coprire la muratura del basamento realizzata in opus testaceum. L'edificio rettangolare era racchiuso da un temenos costituito da un muro in pietre appena sbozzate e anch'esso rivestito di marmo come lascia intuire lo spesso strato di calce rinvenuto ancora in situ.
Parte dei materiali da costruzione, sia del podio del tempio, sia degli apparati decorativi, sono di reimpiego dalle vicine rovine del santuario e della Domus Dianae. 
Durante questo periodo rimasero in uso anche la cisterna costruita in epoca repubblicana e un ambiente di servizio posto direttamente a nord del tempio.
All'età romana sono anche ascrivibili alcune attestazioni nella sottostante Grotta dello Scoglietto. Rinvenimenti di monete repubblicane ed imperiali associati ad una necropoli sono stati individuati durante gli scavi condotti da Luigi Cardini nel 1948 assieme a Rittatore e sembrerebbero confermare una presenza umana sin dal II secolo d.C., protrattasi sino alla fase tardoantica.

## Età romana, metà del IV secolo d.C. - fine del IV secolo d.C.

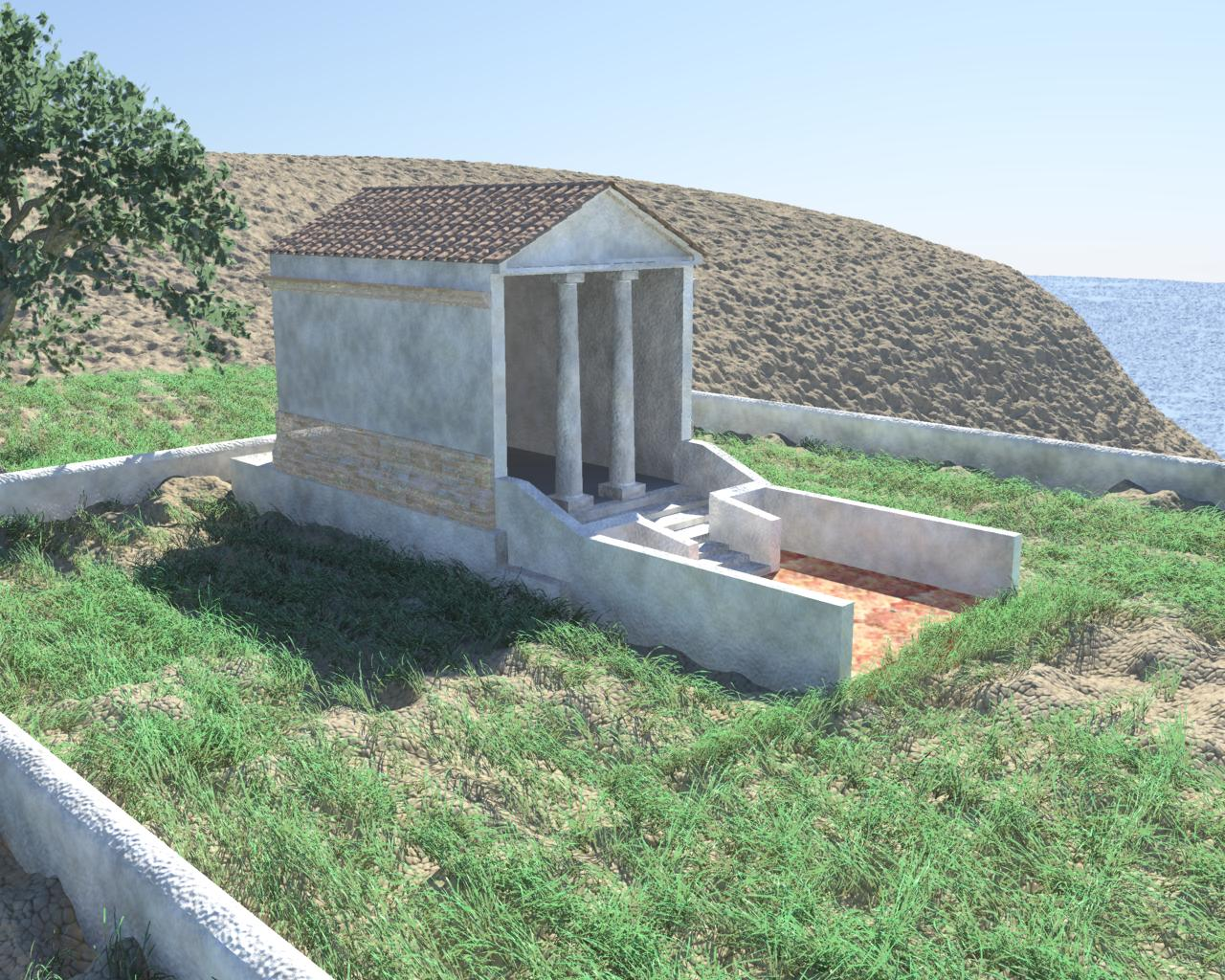
Ricostruzione 3D del tempio severiano

Tra la metà e la fine del IV secolo d.C., l'area dei templi dello Scoglietto è soggetta ad una nuova fase: in un periodo compreso tra il 348 d.C. e la fine del secolo si registra la presenza di una sepoltura collocata lungo il perimetrale ovest del tempio severiano. Si tratta di un'inumazione semplice, a fossa, con laterizi e pietre disposte direttamente a copertura dello scheletro. La fossa era tagliata nei primissimi livelli di abbandono e crollo della struttura religiosa e la sua posizione ravvicinata al perimetrale lascia presupporre che il tempio fosse ancora visibile al momento della sepoltura.
Successivamente, il tempio fu sistematicamente distrutto e rasato sino quasi alle fondazioni: blocchi di murature, infatti, sono stati rinvenuti tutto attorno al perimetro dell'edificio religioso, mentre nella porzione nord-orientale del temenos è stata rinvenuta una piccola parte di una statua marmoree, distrutta, ed appoggiata su di un letto di scaglie di marmo. Inoltre, la cisterna che garantiva l'approvvigionamento idrico fu interrata con materiali provenienti dalla distruzione dell'edificio religioso; all'interno di questo contesto sono stati rinvenuti i resti di almeno sette individui, molto probabilmente facenti capo ad una più estesa necropoli che fu dissacrata. Questo evento può essere collegato alle conseguenze  della promulgazione del cosiddetto Editto di Tessalonica del 380 d.C. dove si esprimeva la volontà imperiale di convertire gli edifici pagani in chiese cristiane o la loro distruzione.

## Età tardoantica, V secolo d.C. - metà del VI secolo d.C.
Agli inizi del V secolo l'area era ancora interessata da una qualche specie di culto se si pensa che un vasto insieme di lucerne in sigillata africana databili tra la fine del IV e la metà del V secolo è stato recuperato al di sopra degli strati di crollo. Sicuramente, anche se il complesso religioso fu distrutto, la sua memoria rimase alquanto profonda nelle popolazioni locali che continuarono a depositare offerte per circa un cinquantennio.
Agli inizi del VI secolo d.C. si data la conversione ad uso abitativo dell'area dei templi dello Scoglietto. Il perimetrale meridionale e la sua abside furono abbattuti assieme a parte della robusta massicciata usata come vespaio per la pavimentazione, per realizzare una capanna circolare in pisé. Lungo il taglio della capanna sono state rinvenute le buche per l'alloggio delle travi verticali, mentre lo scavo ha permesso di individuare consistenti strati di argilla bruciata, derivanti dalla distruzione della struttura stessa. La capanna era fornita di una fossa semiscavata nel terreno e coperta dall'assito ligneo che serviva come pavimentazione esterna. Al suo interno sono state rinvenute ceramiche da fuoco ed anfore assieme a materiali residuali. Alla stessa fase appartiene il rinvenimento di un nummus bizantino databile all'epoca di Giustiniano.
La risistemazione dell'area dello Scoglietto vide anche la costruzione di un muro di recinzione in tecnica mista, ovvero con basamento in pietra e alzato in argilla, posto sul lato occidentale della capanna, mentre sul lato occidentale fu ricavata una strada di accesso, pavimentata con semplici ciottoli. Inoltre, una palizzata lignea serviva a proteggere ulteriormente questa porzione di abitato.

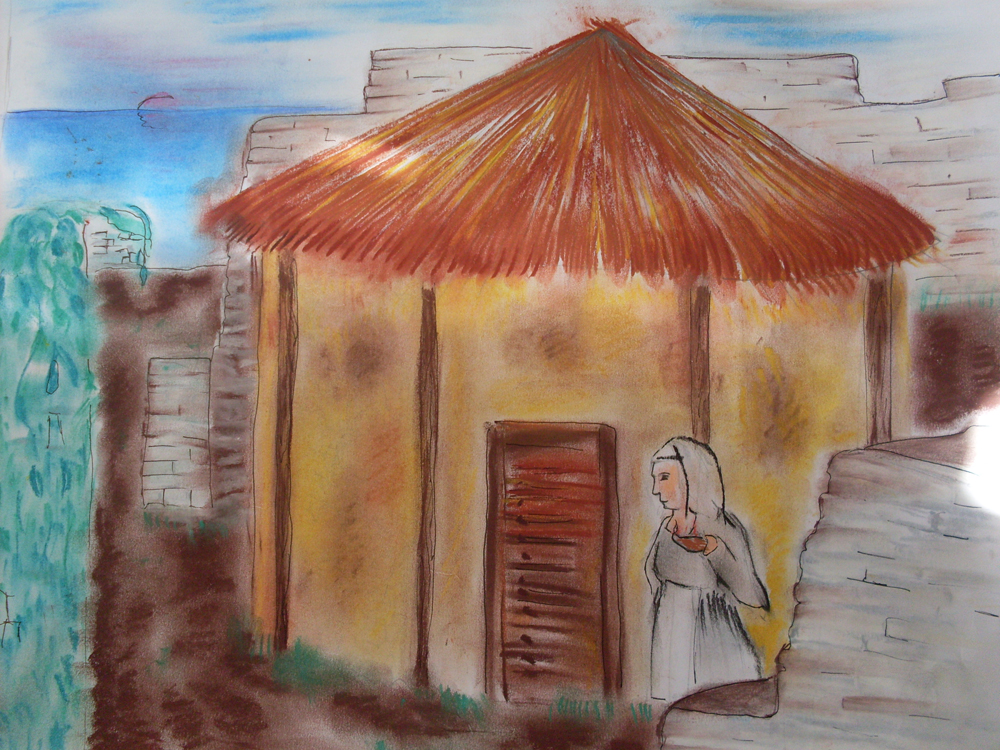
Ricostruzione grafica della capanna rinvenuta allo Scoglietto.

## L'abbandono
L'area dei templi dello Scoglietto fu abbandonata a seguito di un pesante incendio che ha lasciato tracce sia all'interno della capanna di fine tardoantica, sia nei livelli di crollo dell'edificio religioso. All'interno della capanna, infatti, sono stati rinvenuti strati di argilla concotta derivata dallo scioglimento causato dalle alte temperature degli elevati in pisé. 

## Le indagini archeologiche
L'area dei templi dello Scoglietto è stata oggetto di scavi sistematici dal 2009 al 2011. Le indagini sono state dirette dalla Soprintendenza ai Beni Archeologici della Toscana e dal team del Progetto Archeologico Alberese. Oltre alle attività di scavo archeologico, l'area è stata oggetto di ricognizioni di superficie nel 2005 e la sua zona di pertinenza rientra in uno studio geo-archeologico, condotto per la comprensione delle trasformazioni della linea di costa e dell'ambiente circostante nel corso dei secoli.